# 안제이 바이다
안제이 바이다(폴란드어: Andrzej Wajda, 1926년 3월 6일 ~ 2016년 10월 9일)는 폴란드의 영화 감독이다. 세대 Pokolenie로 데뷔하여 지하수도 Kanal로 칸영화제 은장려상(1956)을 수상하고, 《재와 다이아몬드》로 베네치아 영화제 피프레스치상 수상했다(1957). 그 외의 작품으로 자작나무숲 The Birch Wood(1970, 밀라노 영화제 감독상), 결혼식 The Wedding(1973, 산세바스찬 영화제 은상), Krajobraz po bitwie(1973, 콜롬보 영화제 그랑프리, 1974, 국가상), 약속의 땅 The Promised Land(1975, 모스크바 영화제 그랑프리 및 시카고 영화제 국제상)등이 있다. 최근 작품으로는 카틴 Katyń (2007)과 Sweet Rush (Tatarak) (2009)가 있다.

## 생애와 경력
안제이 바이다는 폴란드 북쪽지방의 수와우키 도시에서 1926년 3월 6일 태어났다. 기병대의 포병장교인 그의 아버지 야코프 바이다는 1939년 소련의 포로로 잡혀 Катын에서 총살당했다. (Харьков에서 총살당했다고 알려진 정보도 있다.) 안제이 바이다의 어머니는 학교 교사였다. 폴란드에 대한 독일의 점령 초반에는 중등 학교 7학년까지 다닐 수 있었다. 하지만 전쟁 중에는 그는 설계공이나 짐꾼, 통 제조공의 견습생, 독일인의 작업장의 창고지기로 일했다. 이것은 다른 도시로의 강제 노동에 파견되는 것을 막아주었다. 정부에게 추방당했던 지방의 지하군인 조직의 사령관에게 맹세를 하고 함께하기도 했으나 과격한 빨치산 활동에는 참여하지 않았다. 전쟁이 끝난 후 안제이 바이다는 크라쿠프의 조형예술대학에서 회화를 배웠으나 학년을 마치지 않고 Лодзинской 영화대학의 무대감독 학부에 입학했다.

## 작품 목록
- 《재와 다이아몬드》 (1958)